# Aellopos
Genre
Le genre Aellopos regroupe des insectes lépidoptères de la famille des Sphingidae, de la sous-famille des Macroglossinae, de la tribu des Dilophonotini. Ces papillons sont diurnes.

## Description
Ce sont de petits papillons de couleur de base brune avec des motifs blancs d'intensité variable sur les ailes. Nouvellement éclos, les imagos sont presque noirs, avec un ombrage vert et rose légèrement irisé. Le corps est trapu, la plupart des espèces ont une bande blanche argentée distincte à l'arrière du quatrième segment abdominal. Les antennes sont courtes et en forme de crochet incurvé à l'extrémité. Les espèces du genre sont très similaires et peuvent facilement être confondues.

## Distribution
Les espèces de ce genre se rencontrent aux États-Unis, en Amérique centrale et en Amérique du Sud (en Argentine et en Uruguay).

## Systématique
- Le genre Aellopos a été décrit par l'entomologiste allemand  Hübner, en 1819[2].
- L'espèce type pour le genre est Aellopos titan.

### Liste des espèces
- Aellopos blaini (Herrich-Schaffer, 1869)
- Aellopos ceculus (Cramer, 1777)
- Aellopos clavipes (Rothschild & Jordan, 1903)
- Aellopos fadus (Cramer, 1775)
- Aellopos tantalus (Linnaeus, 1758)
- Aellopos titan (Cramer, 1777)

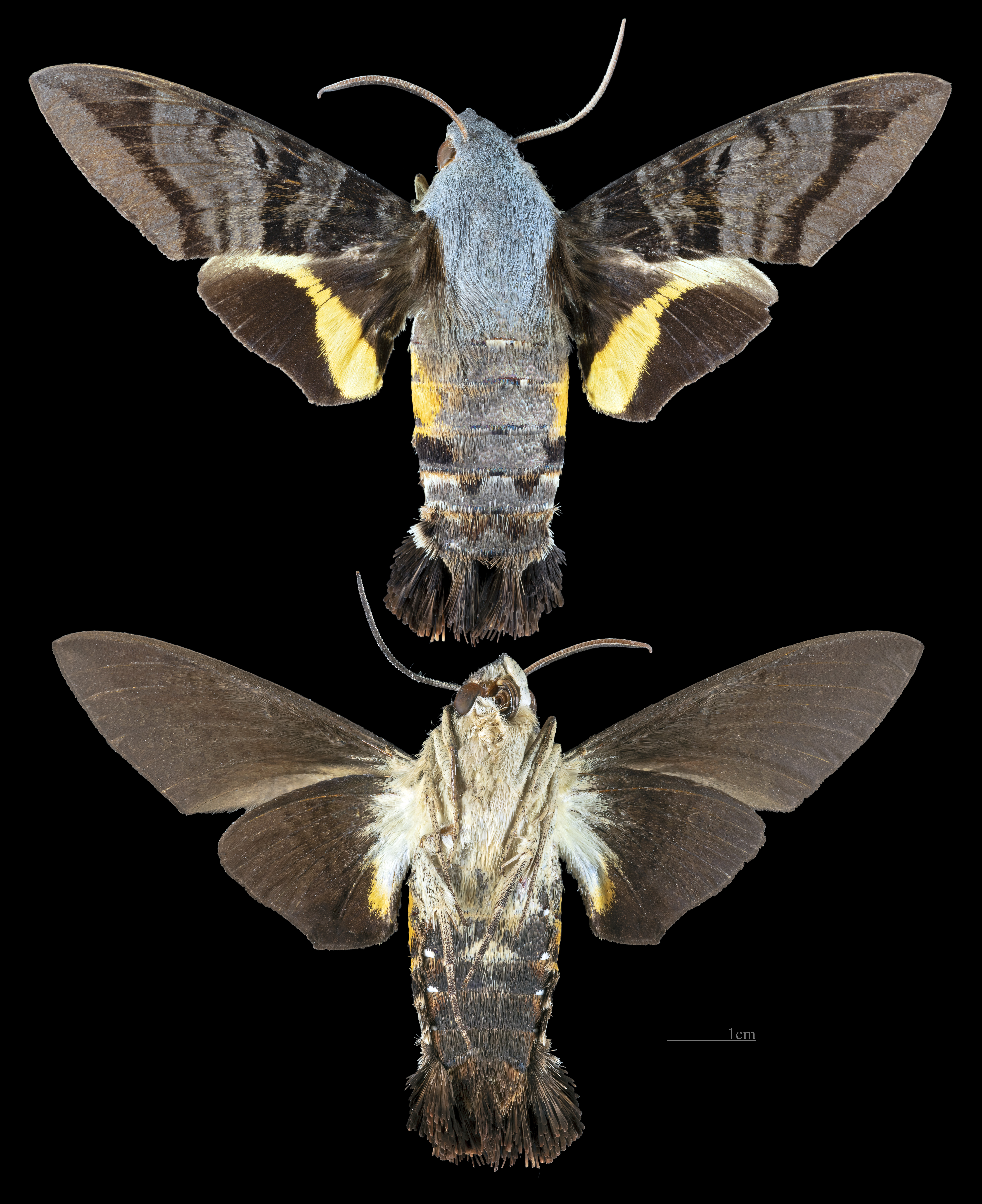
Aellopos ceculus
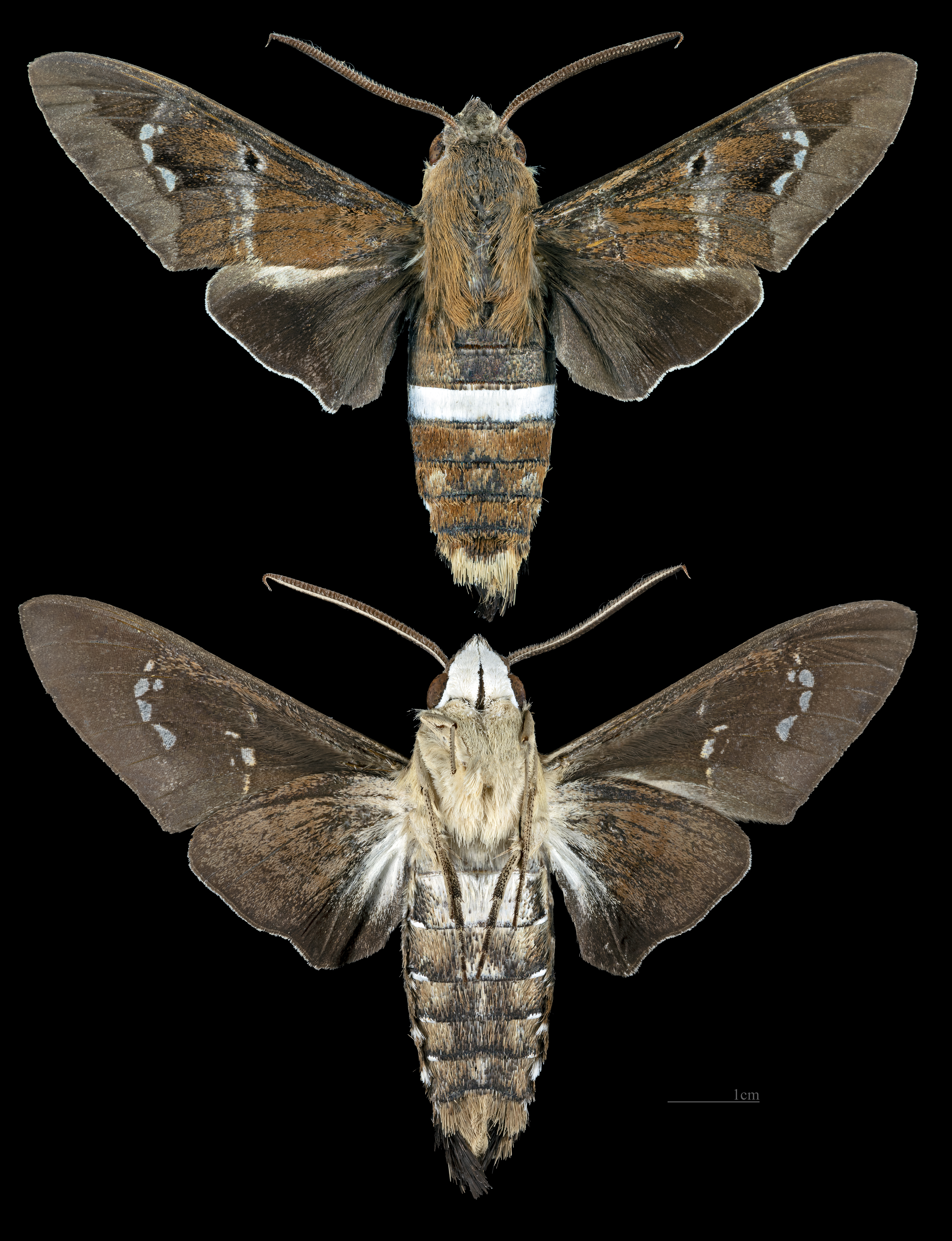
Aellopos clavipes
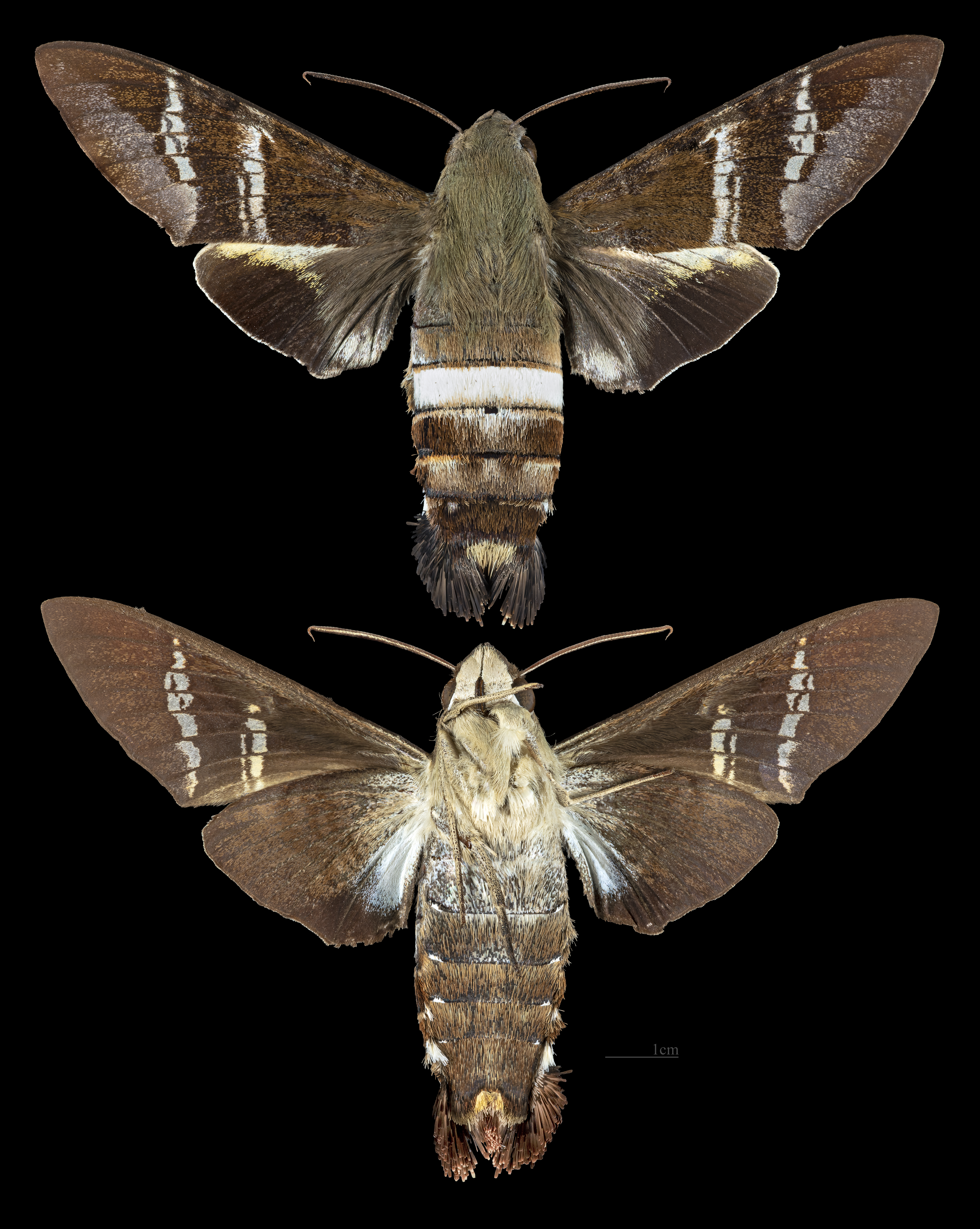
Aellopos fadus
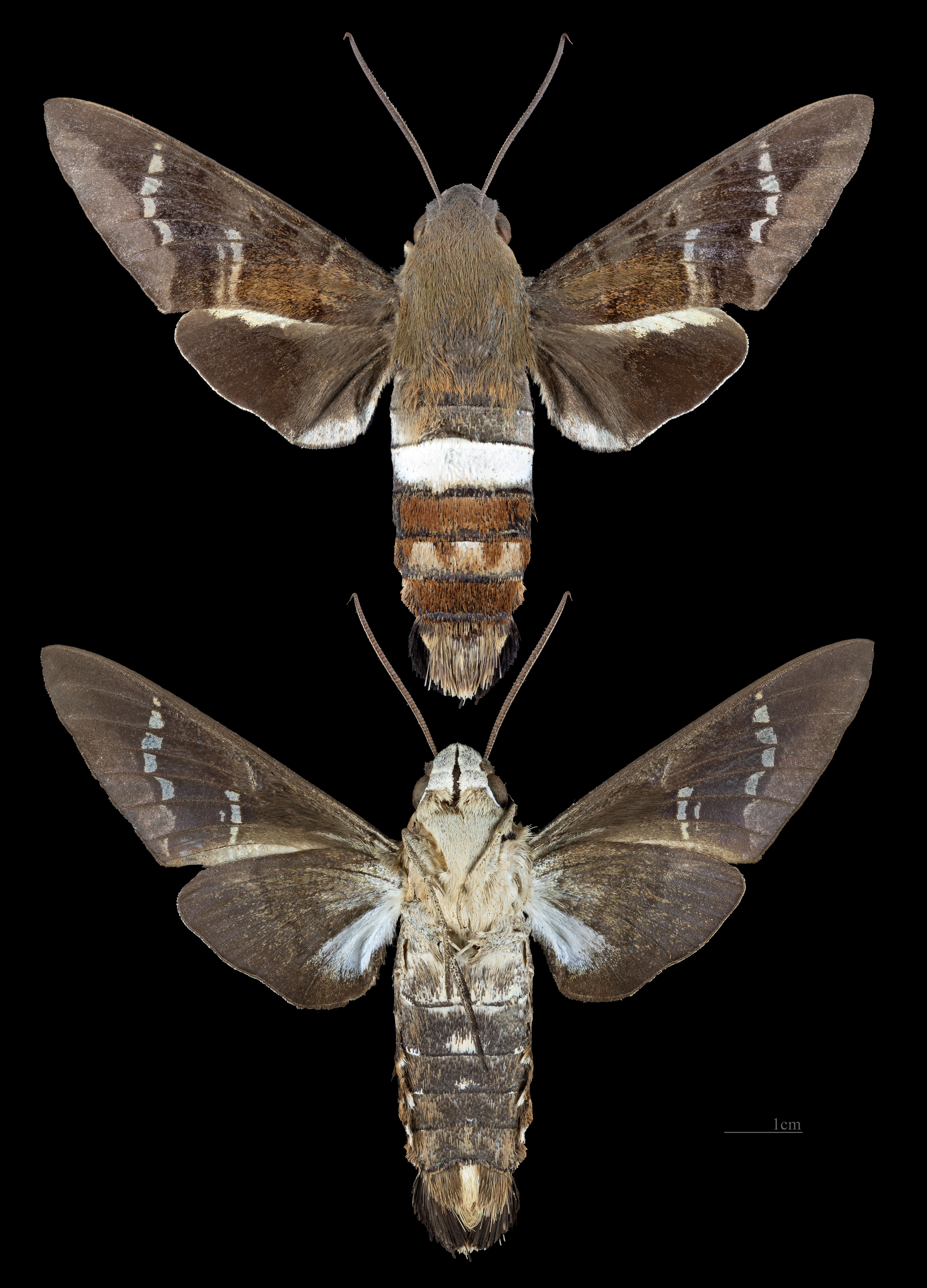
Aellopos titan
Aellopos tantalus